# Clemens Jabloner
Clemens Jabloner (Bécs, 1948. november 28. –) osztrák jogász, Ausztria alkancellárja és igazságügy-minisztere volt.

## Élete
1975 és 1978 között a Bécsi Egyetemen majd 1991-ig az kancellári hivatalban (Bundeskanzleramt) dolgozott.
1993 és 2013 között a Közigazgatási Bíróság (Verwaltungsgerichtshof) elnöke volt.
Brigitte Bierlein 2019. május 30-án bejelentette, hogy  Jabloner  júliustól szeptemberig, az ausztriai parlamenti választásig, Ausztria alkancellárja és igazságügy-minisztere lesz.
Alexander Van der Bellen szövetségi elnök 2019. október 1-jén a Bierlein-kormányt távolította el hivatalából, ahogyan az a Nemzeti Tanács választása után szokásos, majd felkérte, hogy folytassa hivatalát, amíg új kormányt nem jelentenek be. Ebben az ideiglenesen kormányban nem volt alkancellár.